# Małżonki i małżonkowie premierów Rzeczypospolitej Polskiej
Małżonek premiera Rzeczypospolitej Polskiej także małżonek premiera RP – tytuł przysługujący żonie lub mężowi prezesa Rady Ministrów.

## Lista małżonek i małżonków premierów Polski
| Lp.                                | Małżonka lub małżonek    | Małżonka lub małżonek                                     | Rok zawarcia małżeństwa  | Data uzyskania tytułu    | Data utraty tytułu       | Premier                      | Źr.                      |
| II Rzeczpospolita Polska           | II Rzeczpospolita Polska | II Rzeczpospolita Polska                                  | II Rzeczpospolita Polska | II Rzeczpospolita Polska | II Rzeczpospolita Polska | II Rzeczpospolita Polska     | II Rzeczpospolita Polska |
| ---------------------------------- | ------------------------ | --------------------------------------------------------- | ------------------------ | ------------------------ | ------------------------ | ---------------------------- | ------------------------ |
| 1.                                 |                          | Maria Daszyńska                                           | 1897                     | 6 listopada 1918         | 14 listopada 1918        | Ignacy Daszyński             | [ 1 ]                    |
| 2.                                 |                          | Zofia Moraczewska                                         | nieznany                 | 17 listopada 1918        | 16 stycznia 1919         | Jędrzej Moraczewski          | [ 2 ]                    |
| 3.                                 |                          | Helena Paderewska                                         | 1899                     | 16 stycznia 1919         | 27 listopada 1919        | Ignacy Jan Paderewski        | [ 3 ]                    |
| 4.                                 |                          | Janina Skulska                                            | nieznany                 | 13 grudnia 1919          | 9 czerwca 1920           | Leopold Skulski              | [ 4 ]                    |
| 5.                                 |                          | Katarzyna Lewandowska-Grabska                             | 1902                     | 27 czerwca 1920          | 24 lipca 1920            | Władysław Grabski            | [ 5 ]                    |
| 6.                                 |                          | Katarzyna Tracz                                           | 1898                     | 24 lipca 1920            | 13 września 1921         | Wincenty Witos               | [ 6 ]                    |
| 7.                                 |                          | Karolina Ponikowska                                       | 1909                     | 19 września 1921         | 6 czerwca 1922           | Antoni Ponikowski            | [ 7 ]                    |
| 8.                                 |                          | Leokadia Śliwińska                                        | 1905                     | 28 czerwca 1922          | 7 lipca 1922             | Artur Śliwiński              | [ 8 ]                    |
| 9.                                 |                          | Zofia Nowak                                               | ok. 1890                 | 31 lipca 1922            | 14 grudnia 1922          | Julian Nowak                 | [ 9 ]                    |
| 10.                                |                          | Helena Sikorska                                           | 1909                     | 16 grudnia 1922          | 26 maja 1923             | Władysław Sikorski           | [ 10 ]                   |
| (6.)                               |                          | Katarzyna Tracz                                           | 1898                     | 28 maja 1923             | 14 grudnia 1923          | Wincenty Witos               | [ 6 ]                    |
| (5.)                               |                          | Katarzyna Lewandowska-Grabska                             | 1902                     | 19 grudnia 1923          | 14 listopada 1925        | Władysław Grabski            | [ 5 ]                    |
| vacat                              | vacat                    | vacat                                                     | vacat                    | 20 listopada 1925        | 5 maja 1925              | Aleksander Skrzyński         | [ 11 ]                   |
| (6.)                               |                          | Katarzyna Tracz                                           | 1898                     | 10 maja 1926             | 14 maja 1926             | Wincenty Witos               | [ 6 ]                    |
| 11.                                |                          | Maria Bartlowa                                            | ok. 1900                 | 15 maja 1926             | 30 września 1926         | Kazimierz Bartel             | [ 12 ]                   |
| 12.                                |                          | Aleksandra Piłsudska                                      | 1921                     | 2 października 1926      | 27 czerwca 1928          | Józef Piłsudski              | [ 13 ]                   |
| (11.)                              |                          | Maria Bartlowa                                            | ok. 1900                 | 28 czerwca 1928          | 13 kwietnia 1929         | Kazimierz Bartel             | [ 12 ]                   |
| 13.                                |                          | Janina Świtalska                                          | 1927                     | 14 kwietnia 1929         | 7 grudnia 1929           | Kazimierz Świtalski          | [ 14 ]                   |
| (11.)                              |                          | Maria Bartlowa                                            | ok. 1900                 | 29 grudnia 1929          | 17 marca 1930            | Kazimierz Bartel             | [ 12 ]                   |
| vacat                              | vacat                    | vacat                                                     | vacat                    | 29 marca 1930            | 23 sierpnia 1930         | Walery Sławek                | [ 15 ]                   |
| (12.)                              |                          | Aleksandra Piłsudska                                      | 1921                     | 25 sierpnia 1930         | 4 grudnia 1930           | Józef Piłsudski              | [ 13 ]                   |
| vacat                              | vacat                    | vacat                                                     | vacat                    | 5 grudnia 1930           | 26 maja 1931             | Walery Sławek                | [ 15 ]                   |
| 14.                                |                          | Janina Prystorowa                                         | 1906                     | 27 maja 1931             | 9 maja 1933              | Aleksander Prystor           | [ 16 ]                   |
| 15.                                |                          | Cezaria Baudouin de Courtenay-Ehrenkreutz-Jędrzejewiczowa | 1933                     | 10 maja 1933             | 13 maja 1934             | Janusz Jędrzejewicz          | [ 17 ]                   |
| vacat                              | vacat                    | vacat                                                     | vacat                    | 15 maja 1934             | 28 marca 1935            | Leon Kozłowski               | [ 18 ]                   |
| vacat                              | vacat                    | vacat                                                     | vacat                    | 28 marca 1935            | 12 października 1935     | Walery Sławek                | [ 15 ]                   |
| 16.                                |                          | Anna Kościałkowska                                        | 1915                     | 13 października 1935     | 13 maja 1936             | Marian Zyndram-Kościałkowski | [ 19 ]                   |
| 17.                                |                          | Germaine Susanne Coillot                                  | 1910                     | 15 maja 1936             | 30 września 1939         | Felicjan Sławoj Składkowski  | [ 20 ]                   |
| Polska Rzeczpospolita Ludowa (PRL) |                          |                                                           |                          |                          |                          |                              |                          |
| 18.                                |                          | Wisła Pankiewicz                                          | 1944                     | 5 lipca 1945             | 5 lutego 1947            | Edward Osóbka-Morawski       | [ 21 ]                   |
| 19.                                |                          | Nina Andrycz                                              | 1947                     | 5 lutego 1947            | 20 listopada 1952        | Józef Cyrankiewicz           | [ 22 ]                   |
| 20.                                |                          | Janina Górzyńska-Bierut                                   | 1921                     | 20 listopada 1952        | 18 marca 1954            | Bolesław Bierut              | [ 23 ]                   |
| (19.)                              |                          | Nina Andrycz                                              | 1947                     | 18 marca 1954            | 1968                     | Józef Cyrankiewicz           | [ 22 ]                   |
| 21.                                |                          | Krystyna Tempska-Cyrankiewicz                             | 1968                     | od czerwca 1968          | 23 grudnia 1970          | Józef Cyrankiewicz           | [ 24 ]                   |
| 22.                                |                          | Alicja Solska-Jaroszewicz                                 | 1955                     | 23 grudnia 1970          | 18 lutego 1980           | Piotr Jaroszewicz            | [ 25 ]                   |
| 23.                                |                          | Lidia Babiuch                                             | nieznany                 | 18 lutego 1980           | 24 sierpnia 1980         | Edward Babiuch               |                          |
| 24                                 |                          | Danuta Pińkowska                                          | nieznany                 | 5 września 1980          | 11 lutego 1981           | Józef Pińkowski              | [ 26 ]                   |
| 25.                                |                          | Barbara Jaruzelska                                        | 1960                     | 11 lutego 1981           | 6 listopada 1985         | Wojciech Jaruzelski          | [ 27 ]                   |
| 26.                                |                          | Irena Laris-Domańska                                      | nieznany                 | 6 listopada 1985         | 27 września 1988         | Zbigniew Messner             | [ 28 ]                   |
| 27.                                |                          | Elżbieta Kępińska                                         | 1986                     | 27 września 1988         | 2 sierpnia 1989          | Mieczysław Rakowski          | [ 29 ]                   |
| 28.                                |                          | Maria Teresa Kiszczak                                     | 1958                     | 2 sierpnia 1989          | 24 sierpnia 1989         | Czesław Kiszczak             | [ 30 ]                   |
| III Rzeczpospolita Polska          |                          |                                                           |                          |                          |                          |                              |                          |
| vacat                              | vacat                    | vacat                                                     | vacat                    | 24 sierpnia 1989         | 4 lipca 1991             | Tadeusz Mazowiecki           | [ 31 ]                   |
| 29.                                |                          | Barbara Bielecka                                          | 1984                     | 4 stycznia 1991          | 6 grudnia 1991           | Jan Krzysztof Bielecki       | [ 32 ]                   |
| 30.                                |                          | Marta Olszewska                                           | ok. 1950                 | 6 grudnia 1991           | 5 czerwca 1992           | Jan Olszewski                | [ 33 ]                   |
| 31.                                |                          | Elżbieta Pawlak                                           | nieznany                 | 5 czerwca 1992           | 10 lipca 1992            | Waldemar Pawlak              | [ 34 ]                   |
| vacat                              | vacat                    | vacat                                                     | vacat                    | 10 lipca 1992            | 26 października 1993     | Hanna Suchocka               | [ 35 ]                   |
| (30.)                              |                          | Elżbieta Pawlak                                           | nieznany                 | 26 października 1993     | 6 marca 1995             | Waldemar Pawlak              | [ 34 ]                   |
| 32.                                |                          | Maria Oleksy                                              | 1982                     | 7 marca 1995             | 7 lutego 1996            | Józef Oleksy                 | [ 36 ]                   |
| 33.                                |                          | Barbara Cimoszewicz                                       | 1972                     | 7 lutego 1996            | 31 października 1997     | Włodzimierz Cimoszewicz      | [ 37 ]                   |
| 34.                                |                          | Ludgarda Buzek                                            | nieznany                 | 31 października 1997     | 19 października 2001     | Jerzy Buzek                  | [ 38 ]                   |
| 35.                                |                          | Aleksandra Miller                                         | 1969                     | 19 października 2001     | 2 maja 2004              | Leszek Miller                | [ 39 ]                   |
| 36.                                |                          | Krystyna Belka                                            | nieznany                 | 2 maja 2004              | 31 października 2005     | Marek Belka                  | [ 40 ]                   |
| 37.                                |                          | Maria Marcinkiewicz                                       | 1981                     | 31 października 2005     | 14 lipca 2006            | Kazimierz Marcinkiewicz      | [ 41 ]                   |
| vacat                              | vacat                    | vacat                                                     | vacat                    | 14 lipca 2006            | 16 listopada 2007        | Jarosław Kaczyński           | [ 42 ]                   |
| 38.                                |                          | Małgorzata Tusk                                           | 1978                     | 16 listopada 2007        | 22 września 2014         | Donald Tusk                  | [ 43 ]                   |
| vacat                              | vacat                    | vacat                                                     | vacat                    | 22 września 2014         | 16 listopada 2015        | Ewa Kopacz                   | [ 44 ]                   |
| 39.                                |                          | Edward Szydło                                             | 1987                     | 16 listopada 2015        | 11 grudnia 2017          | Beata Szydło                 | [ 45 ]                   |
| 40.                                |                          | Iwona Morawiecka                                          | I poł. lat 90.           | 11 grudnia 2017          | 13 grudnia 2023          | Mateusz Morawiecki           | [ 46 ]                   |
| (38.)                              |                          | Małgorzata Tusk                                           | 1978                     | 13 grudnia 2023          | nadal                    | Donald Tusk                  | [ 47 ]                   |

## Żyjące małżonki i małżonkowie premierów Polski
- Lidia Babiuch (ur. 1925)
- Danuta Pińkowska (ur. 1929)
- Ludgarda Buzek (ur. 1935)
- Elżbieta Kępińska (ur. 1937)
- Maria Oleksy (ur. 1946)
- Aleksandra Miller (ur. 1949)
- Małgorzata Tusk (ur. 1957)
- Edward Szydło (ur. 1958)
- Elżbieta Pawlak (ur. 1959)
- Maria Marcinkiewicz (ur. 1961)
- Barbara Bielecka
- Barbara Cimoszewicz
- Krystyna Belka
- Iwona Morawiecka